# Folgore (destroyer)
Pour les articles homonymes, voir Folgore.
Le Folgore  (fanion « FG ») était un destroyer italien de la classe Folgore lancé en 1931 pour la Marine royale italienne (en italien : Regia Marina). 

## Conception et description
Les destroyers de la classe Folgore étaient essentiellement des copies de la classe précédente Freccia, bien que leur largeur ait été réduite dans une tentative infructueuse d'améliorer leur vitesse par rapport à celle des navires précédents. 
Les Folgore avaient une longueur totale de 96,05 mètres, une largeur de 9,2 mètres et un tirant d'eau moyen de 3,3 mètres et de 4,3 mètres à pleine charge. Ils déplaçaient 1 238 tonnes métriques (1 218 tonnes longues) à charge normale et 2 090 tonnes métriques (2 060 tonnes longues) à pleine charge. Leur effectif en temps de guerre était de 185 officiers et hommes de troupe.
Les Folgore étaient propulsés par deux turbines à vapeur à engrenages Belluzzo, chacune entraînant un arbre d'hélice à l'aide de la vapeur fournie par trois chaudières Thornycroft. Les turbines étaient conçues pour produire 44 000 chevaux-vapeur sur l'arbre (33 000 kW) et une vitesse de 30 nœuds (56 km/h) en service, bien que les navires aient atteint des vitesses de 38-39 nœuds (70-72 km/h) pendant leurs essais en mer alors qu'ils étaient légèrement chargés. Ils transportaient suffisamment de fioul pour avoir une autonomie de 3 600 milles nautiques (6 700 km) à une vitesse de 12 nœuds (22 km/h).
Leur batterie principale se composait de quatre canons de 120 mm calibre 50 modèle 1926 (Cannone da 120/50 A Modello 1926) dans deux tourelles jumelées, une à l'avant et une à l'arrière de la superstructure. La défense antiaérienne des navires de la classe Folgore était assurée par une paire de canons anti-aériens de 40 mm calibre 39 pom-pom, montés sur des supports simples au milieu du navire et une paire de supports doubles pour des mitrailleuses Breda modèle 1931 de 13,2 mm. Ils étaient équipés de six tubes lance-torpilles de 533 millimètres dans deux supports triples au milieu du navire. Bien que les navires ne soient pas dotés d'un système de sonar pour la lutte anti-sous-marine, ils sont équipés d'une paire de lanceurs de grenades sous-marines. Les Folgores peuvent transporter 52 mines.

## Construction et mise en service
Le Folgore est construit par le chantier naval Bacini & Scali Napoletani de Naples en Italie, et mis sur cale le 30 janvier 1930. Il est lancé le 26 avril 1931 et est achevé et mis en service le 1er juillet 1932. Il est commissionné le même jour dans la Regia Marina.

## Histoire du service
Une fois en service, le Folgore devient chef de classe du VIIIe escadron de destroyers, avec ses navires-jumeaux (sister ships) Fulmine, Lampo et Baleno.
À 14h10 le 7 juillet 1940, il appareille de Tarente avec ses navires-jumeaux, les cuirassés Giulio Cesare et Conte di Cavour et le VIIe escadron de destroyers (Freccia, Dardo, Saetta, Strale) pour soutenir un convoi pour la Libye (formé par les transports de troupes Esperia et Calitea et par les navires à moteur Marco Foscarini, Francesco Barbaro et Vettor Pisani, escortés par les torpilleurs Orsa, Procione, Orione, Pegaso, Abba et Pilo).
Cette formation s'est ensuite réunie avec les Ire et IIe escadre navale, prenant part à la bataille de Punta Stilo le 9 juillet,.
Au début de 1941, il subit quelques travaux de modification, qui impliquent le débarquement de toutes les mitrailleuses préexistantes et leur remplacement par 6 mitrailleuses de 20 mm.
Le 9 janvier, avec les destroyers Ascari, Fulmine et Carabiniere, il bombarde les positions grecques à Porto Palermo.
Le 5 mars, il appareille de Naples en escortant, avec les destroyers Lampo, da Noli, Vivaldi et Malocello, les transports allemands Ankara, Reichenfels, Marburg et Kybfels. Aaprès une escale à Palerme le 8, le lendemain le convoi poursuit sa route vers la Libye.
Le 28 mars, il escorte vers Tripoli, avec les destroyers Dardo et Strale, un convoi composé des navires marchands Galilea, Heraklea, Ruhr, Samos et Adana. Les navires sont attaqués par le sous-marin britannique HMS Utmost (N19), qui coule le Heraklea et endommage le Ruhr,.
Du 21 au 24 avril, il escorte (avec les destroyers Turbine, Saetta et Strale) un convoi formé par les transports Giulia, Castellon, Arcturus et Leverkusen sur la route Naples-Tripoli.
Le 1er mai, il fait partie (avec trois autres destroyers) d'un convoi de cinq navires marchands qui est attaqué par le sous-marin HMS Upholder (P37). Lors d'une première attaque, le navire à moteur Arcturus est mortellement touché et un autre, le Leverkusen, est sérieusement endommagé puis coulé avec le lancement d'autres torpilles,.
Le 16 mai, il quitte Naples pour escorter, avec les destroyers Turbine, Euro, Fulmine et Strale, un convoi formé par les vapeurs Preussen, Sparta, Capo Orso, Motia et Castelverde et par le pétrolier Panuco (qui est rejoint plus tard par le pétrolier Superga). Les navires arrivent au port le 21 juillet, malgré une collision entre le Preussen et le Panuco et une attaque infructueuse du sous-marin HMS Urge (N17) sur le Capo Orso et le Superga.
Le 21 juillet, il est chef d'escorte d'un convoi (dont l'escorte comprend également les destroyers Fulmine, Saetta et Euro) composé des navires à vapeur Maddalena Odero, Nicolò Odero, Caffaro et Preussen en route Naples-Tripoli, qui sont ensuite rejoints par le pétrolier Brarena, le destroyer Fuciliere et le torpilleur Pallade. Des bombardiers-torpilleurs Fairey Swordfish du 830e escadron britannique (830° Squadron) attaquent les navires le lendemain au large de Pantelleria, coulant le Preussen et le Brarena,.
Le 13 août, il appareille de Naples pour escorter vers Tripoli, avec les destroyers Vivaldi, Malocello, Strale et Fulmine et le torpilleur Orsa, un convoi composé des transports Andrea Gritti, Rialto, Vettor Pisani, Francesco Barbaro et Sebastiano Venier. Ce convoi arrive sain et sauf le 15 malgré des attaques aériennes (au cours desquelles un canon du Vivaldi explose accidentellement) et sous-marines.
Le 1er septembre, il appareille de Naples pour escorter, avec les destroyers da Recco, Dardo et Strale, les bateaux à moteur Andrea Gritti, Rialto, Vettor Pisani, Sebastiano Venier et Francesco Barbaro. Le 3, le convoi est attaqué par des avions ennemis et le 'Andrea Gritti, incendié par l'aviation, est dynamité avec la mort de 347 hommes, tandis que le Francesco Barbaro, endommagé, doit être remorqué à Messine par le Dardo avec l'aide des destroyers Ascari et Lanciere. Le reste du convoi atteint Tripoli le jour suivant,.
Le 5 septembre, il quitte Tripoli pour escorter Naples, avec les destroyers da Recco, Freccia et Strale, rejoints ensuite par le torpilleur Circe, le vapeur Ernesto, le navire à moteur Col di Lana et le pétrolier Pozarica. Le 7 septembre, le Ernesto est torpillé et endommagé par le sous-marin néerlandais HNLMS O 21 au large de Pantelleria et est emmené à Trapani par le Strale et le Circe (où il arrive le 8 septembre), tandis que le reste du convoi continue vers Naples (où il arrive le jour suivant).
Le 24 septembre, en tant que membre du XIVe escadron de destroyers (da Recco et Pessagno), il quitte Naples avec le reste du XIVe escadron, les cuirassés Vittorio Veneto et Littorio et le XIIIe escadron de destroyers (Granatiere, Fuciliere, Bersagliere, Gioberti) pour intercepter un convoi britannique, mais il n'y parvient pas.
Du 16 au 19 octobre, il fait partie de l'escorte (destroyers Gioberti, Fulmine, Usodimare, da Recco, Sebenico) d'un convoi naviguant de Naples à Tripoli (transports Beppe, Marin Sanudo, Probitas, Paolina et Caterina), qui sont ensuite rejoints par le chalutier à moteur Amba Aradam et le torpilleur Cascino. Le Beppe est torpillé le 18 par le sous-marin britannique HMS Ursula (N59), il doit être pris en remorque par le remorqueur Max Barendt et assisté par le da Recco et le torpilleur Calliope (il atteint Tripoli le 21), tandis que la Caterina coule à 62 milles nautiques (115 km) par 350° de Tripoli à cause des dommages causés par une attaque aérienne. Le reste du convoi atteint Tripoli le 19,.
Le 3 mars 1942, il se trouve à Palerme lorsqu'il est touché par un raid aérien; les dégâts sont toutefois mineurs.
Le 14 juin, il quitta Tarente en rejoignant l'escadre navale (cuirassés Littorio et Vittorio Veneto, croiseurs lourds Trento et Gorizia, croiseurs légers Garibaldi et Duca d'Aosta, 12 destroyers) qui devait attaquer le convoi britannique " Vigorous " pendant la bataille de la mi-juin . Les deux formations n'entrent pas en contact mais le convoi britannique, à cause de la supériorité navale italienne et des attaques aériennes continues, se retire en renonçant à l'objectif de ravitailler Malte,.
Il escorte plusieurs convois, dont le "Monviso".
Dans le courant de l'année, il reçoit, à la suite de travaux de modification, une autre installation de mitrailleuses jumelles de 20 mm et surtout un appareil "Metox" qui lui permet de détecter la présence d'autres unités équipées de radar.

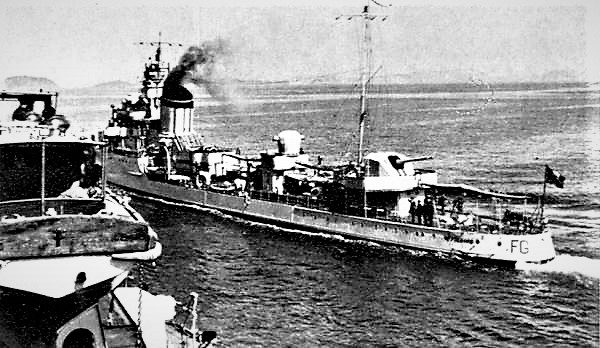
Vue de l'arrière du Folgore

Entre le 3 et le 5 août, il escorte un convoi composé des navires à moteur Ankara, Nino Bixio et Sestriere (avec destination Tobrouk pour le premier et Benghazi pour les deux autres. La cargaison est constituée de 92 chars, 340 véhicules, 3 locomotives, une grue, 292 soldats, 4 381 t de carburants et d'huiles de graissage, 5 256 t d'autres fournitures), ainsi que les destroyers Corsaro, Legionario, Freccia, Grecale et Turbine, et les torpilleurs Partenope et Calliope. Les navires atteignent leur destination malgré de nombreuses attaques aériennes; à cette occasion a lieu également la première attaque d'avions américains contre des unités italiennes (il s'agit d'une attaque de bombardiers Consolidated B-24 Liberator),.
Le 27 août, il est à nouveau touché par des avions et endommagé.
Le 4 octobre, à minuit, il appareille de Brindisi pour escorter - avec le destroyer Zeno et le torpilleur Antares, rejoint ensuite par les destroyers Saetta et Camicia Nera - le navire à moteur Sestriere, à destination de Benghazi avec une importante cargaison (3 030 t de carburant, 70 t de munitions, 28 chars, 144 véhicules, 1 060 t d'autres matériels). Malgré les attaques continues des bombardiers américains, les unités atteignent le port saines et sauves à 11h30 le 7 octobre.
Le 12 octobre à huit heures du soir, il appareille de Brindisi en escortant, avec le destroyer da Recco et les torpilleurs Ardito et Clio, le moderne navire à moteur D'Annunzio. Le convoi rejoint ensuite un autre venant de Corfou (torpilleur Partenope et destroyer Lampo escortant le navire à moteur Foscolo). Il arrive sain et sauf au port le 14, malgré des attaques aériennes continues qui sont repoussées par le feu des canons à bord. Le Folgore (qui a eu quelques blessés à bord lors des attaques aériennes) et les autres unités d'escorte partent dans la journée et escortent ensuite les navires à moteur Sestriere et Ruhr sur le chemin du retour, sans être attaqués.
Le 4 novembre, il escorte sans dommage à Tripoli (avec le destroyer allemand Hermes et les torpilleurs Ardito et Clio), malgré des attaques aériennes britanniques répétées, un convoi composé du pétrolier Portofino et des navires de transports Col di Lana et Anna Maria Gualdi.
Le 26 novembre, alors qu'il escorte un convoi vers Bizerte, il est détaché pour récupérer les survivants du torpilleur Circe, accidentellement éperonné et coulé par le navire marchand Città di Tunisi.
Le 28 novembre, dans l'après-midi, il appareille de Bizerte en escortant, avec le destroyer Maestrale et le Animoso, le croiseur auxiliaire Città di Napoli. Cce dernier est secoué, à 22h40, par une explosion au niveau de l'étrave et coule après une cinquantaine de minutes, au large de Capo San Vito Siculo. Le Folgore et les autres unités effectuent une chasse anti-sous-marine mais, comme ils ne trouvent pas de cibles, on pense que le naufrage du Città di Napoli est dû à une mine. Le Folgore et le Maestrale sont utilisés pour récupérer l'équipage du navire coulé.
À minuit le 2 décembre, sous le commandement du capitaine de corvette (capitano di corvetta) Ener Bettica, le convoi " H " (transports de troupes Aventino et Puccini, transport militaire allemand KT 1, ferry Aspromonte, avec à bord 1 766 soldats, 698 tonnes de matériel, principalement des munitions, 32 véhicules, 4 chars, 12 pièces d'artillerie) fait route de Palerme à Palerme avec les destroyers da Recco et Camicia Nera et les torpilleurs Procione et Clio. Grâce à l'organisation Ultra, la Royal Navy apprend l'existence du convoi et envoie contre lui la Force Q (croiseurs légers HMS Aurora (12), HMS Sirius et HMS Argonaut, destroyers HMS Quentin (G78) et HMAS Quiberon (G81)). À 00h37, les navires britanniques interceptent le convoi " H " et l'attaquent près du banc de Skerki (côte tunisienne). Dans le violent affrontement, qui dure une heure, tous les transports sont coulés (sauf le Puccini, endommagé irrémédiablement et sabordé une seconde fois) et les da Recco et Procione sont sérieusement endommagés. Le Folgore, qui est à l'arrière du convoi, détecte la présence des navires ennemis avec le "Metox" et, à l'ordre de contre-attaque lancé par le chef de l'escorte (le capitaine de vaisseau 'capitano di vascello) Aldo Cocchia du da Recco) est la première unité à l'exécuter. Il se approche à seulement 1 000 mètres du HMS Aurora et lance trois torpilles sur le croiseur, puis il en lance d'autres contre le HMS Sirius, en vain (même si l'on croit que ce dernier a été touché par deux torpilles) et, alors qu'il recule, il ouvre le feu avec son artillerie. Les flammes des canons permettent cependant aux unités britanniques de le repérer et de l'atteindre à plusieurs reprises avec leurs tirs,. Touché par au moins neuf obus (notamment du HMS Sirius), en feu et immobilisé, en cours d'envahissement par l'eau, le Folgore continue à tirer jusqu'à épuiser toutes les munitions des réserves du calibre principal, puis, à 1h16 du matin, il chavire et coule au point géographique de 37° 43′ N, 11° 16′ E, emportant avec lui plus de la moitié de l'équipage,.
Le commandant Bettica (qui a volontairement coulé avec son unité), 3 autres officiers, 13 sous-officiers et 107 sous-officiers et marins[23] ont disparu en mer. À la mémoire du commandant Bettica et à titre posthume, il lui est conféré la médaille d'or de la valeur militaire.
Le Folgore avait effectué un total de 155 missions de guerre (4 avec des forces navales, 8 chasseurs anti-sous-marins, une mission de bombardement anti-côtes, 77 escortes de convois, 14 missions d'entraînement et 51 missions de transfert ou autres), couvrant 56 578 milles nautiques (104 782 km) et passant 33 jours en navigation.

### Commandement
Commandants
- Capitaine de frégate (capitano di fregata) Luigi Liannazza (né à Brescia le 10 août 1902) (10 juin 1940 - février 1941)
- Capitaine de frégate (capitano di fregata) Ernesto Giuriati (né à Parme le 8 octobre 1902) (février 1941 - 9 février 1942)
- Capitaine de corvette (capitano di corvetta) Renato D'Elia (né à Massa Carrara le 23 février 1906) (10 février - 30 novembre 1942)
- Capitaine de corvette (capitano di corvetta) Ener Bettica (né à Castagnole Lanze le 5 février 1907) (+) (1er et 2 décembre 1942)